# Hallen, Åre kommun
Hallen är en tätort i Hallens distrikt i Åre kommun och kyrkbyn i Hallens socken. 
I Hallen finns en del serviceinrättningar samt grundskola. Hallens kyrka med sin fristående klockstapel ligger inte långt från Storsjöns västra strand. Bydalsfjällen ligger väster om Hallen.

## Befolkningsutveckling
| Befolkningsutvecklingen i Hallen 1960–2020 | Befolkningsutvecklingen i Hallen 1960–2020 | Befolkningsutvecklingen i Hallen 1960–2020 | Befolkningsutvecklingen i Hallen 1960–2020 | Befolkningsutvecklingen i Hallen 1960–2020 |
| ------------------------------------------ | ------------------------------------------ | ------------------------------------------ | ------------------------------------------ | ------------------------------------------ |
|                                            |                                            |                                            |                                            |                                            |
| År                                         |                                            |                                            | Folkmängd                                  | Areal (ha)                                 |
| 1960                                       | 1960                                       |                                            | 223                                        |                                            |
| 1965                                       | 1965                                       |                                            | 238                                        |                                            |
| 1970                                       | 1970                                       |                                            | 255                                        |                                            |
| 1975                                       | 1975                                       |                                            | 250                                        |                                            |
| 1980                                       | 1980                                       |                                            | 279                                        |                                            |
| 1990                                       | 1990                                       |                                            | 250                                        | 46                                         |
| 1995                                       | 1995                                       |                                            | 250                                        | 46                                         |
| 2000                                       | 2000                                       |                                            | 216                                        | 46                                         |
| 2005                                       | 2005                                       |                                            | 223                                        | 46                                         |
| 2010                                       | 2010                                       |                                            | 203                                        | 46                                         |
| 2015                                       | 2015                                       |                                            | 220                                        | 90                                         |
| 2020                                       | 2020                                       |                                            | 233                                        | 90                                         |
|                                            |                                            |                                            |                                            |                                            |